# 横沟市镇
横沟市镇是中华人民共和国湖北省石首市的一个镇，隶属县级石首市管辖，因娇子河横贯全镇得名。

## 概括
横沟市镇版图面积82.6平方公里，总人口约4.6万，镇区面积2.6平方公里，镇区人口约1万。全镇辖18个行政村，1个居民社区：百花台、沙包洲、马家棚村、挖口子村、南洲子村、秦家洲村、重阳岗村、羊子庙村、熊家台村、木剅口村、拦河坝村、罗家台村、汪家山村、炮船口村、江家岔村、泥港子村、新沙村、朱家渡村、溜口子村。镇政府驻横沟市。中国湖北省石首市辖下镇。